# 奥山彰彦
奥山 彰彦（おくやま あきひこ、1948年 - ）は、バーの経営者。奥亭店主、O2店主。コピーライター、アーティスト。
新宿三光商店街振興組合理事長（第7代）、新宿三光商店街振興組合相談役などを歴任した。

## 概要
デザイナーやコピーライターを経て、新宿ゴールデン街でバーのオーナーとなった。バブル景気による地価急騰にともない、新宿ゴールデン街でも地上げ屋が暗躍するようになったため、各店舗の店主ら有志とともに「新宿花園ゴールデン街を守ろう会」を結成し、地上げや再開発に対抗した。バブル崩壊後、虫食い状態のまま放置され、客足が遠のき閑散とした新宿ゴールデン街を改善するため、行政に対してインフラ整備の嘆願運動を展開し、区からの支援を得ることに成功した。その後、新宿三光商店街振興組合にて理事長に就任し、新宿ゴールデン街の活性化とインフラの整備を積極的に推進した。これらの取り組みは街づくりや地域づくりのモデルケースとして知られており、老舗のオーナーでもあることから、マスコミなどに登場することも多い。

## 来歴

### 生い立ち
1948年、山形県にて生まれた。その後上京し、現代思潮社の石井恭二、川仁宏らにより設立された美学校に入学した。在学中、美学校の教員から紹介され、デザイン会社でアルバイトを始めた。このデザイン会社の従業員に連れられて毎晩盛り場を呑み歩くようになり、1970年に新宿ゴールデン街に初めて足を踏み入れた。それまで新宿ゴールデン街の存在自体知らなかったが、「他の飲屋街とは、何かが違う」と感じたことから、足繁く通うようになった。特に活動家の秋田明大と交際する女性が経営していたバーに、頻繁に通うようになっていった。

### デザイナーからバーの経営者に

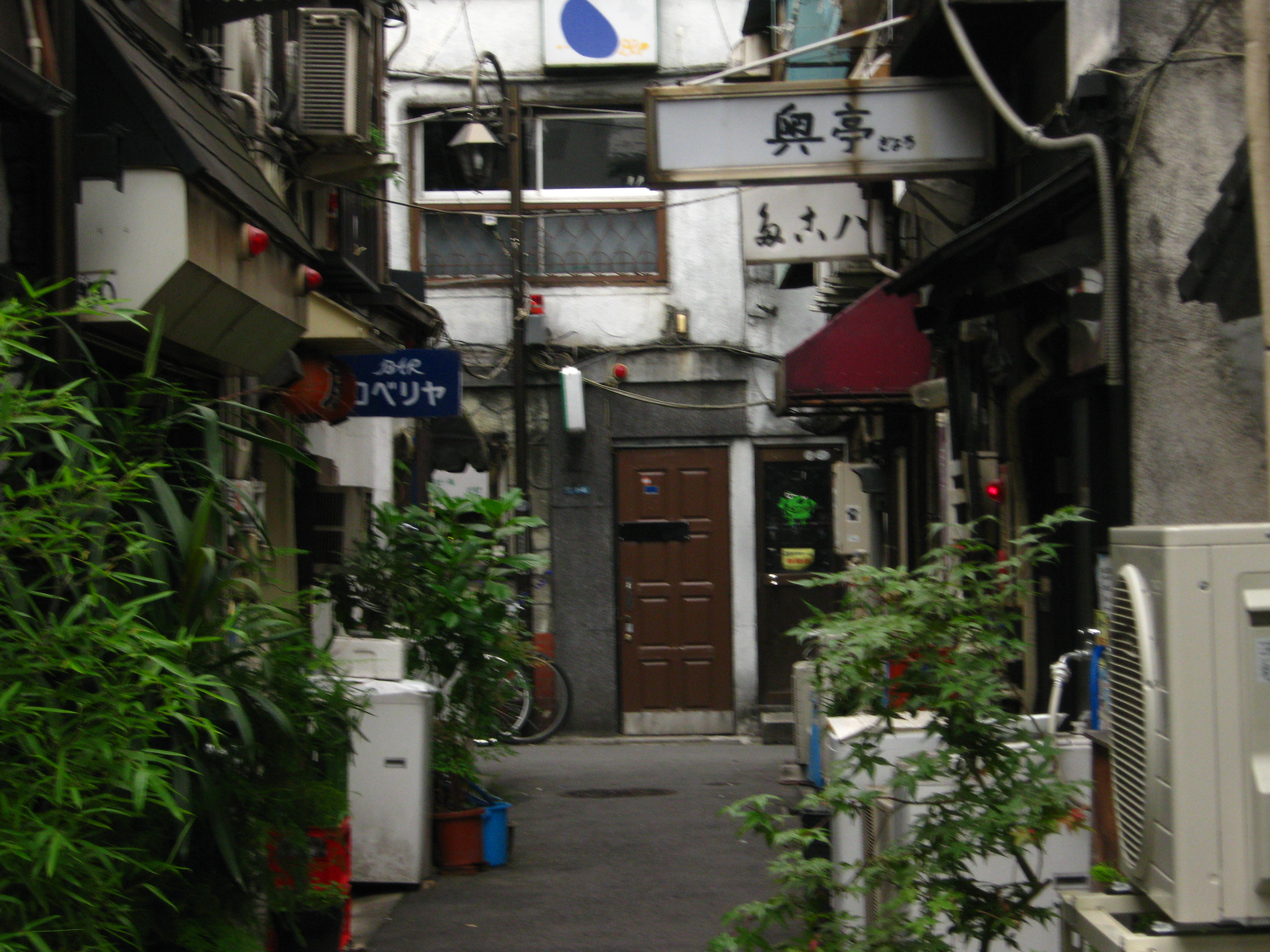
「ぎょろ」と併記されている「奥亭」の看板（右上）（花園交番通りの公道上より撮影）

その後、企画制作会社に勤務し、デザイナーの見習いを経て、コピーライターなどを兼務するようになった。しかし、社内の派閥争いが激化し、その煽りで一方の派閥の交渉責任者に祭り上げられてしまったことから、勤務先に嫌気が差し、呑み仲間らとともに飲食店を開業しようと決意した。ところが、他の呑み仲間は口ばかりで何もしなかったため、結局、物件探しから資金集めまで全て一人でやることになった。
その頃、生物学者の最首悟の友人から新宿ゴールデン街のバー「ぎょろ」を紹介され、その店で修業を始めることになった。この店は新宿ゴールデン街に古くからあり、陸上自衛隊市ヶ谷駐屯地で三島事件が発生する直前には、作家の三島由紀夫と楯の会のメンバーが制服姿でこの店の向かいを歩いていたという。その後、「ぎょろ」のマスターから店を譲るから専属になってほしいと頼まれ、1976年より同店専属で働くようになる。同店のオーナーとなってから、自身の姓にちなんで店名を「奥亭」に改名した。なお、店の看板には、現在も「奥亭」の横に「ぎょろ」と併記されている。
ただ、かつて常連客として通っていた店との競合や客の奪い合いが発生することを危惧し、バーで働くようになってもほとんど宣伝はしなかった。しかし、自然と客が集まるようになり、俳優や映画監督といった映画・演劇関係者から、総会屋やヤクザといったアウトサイダーに至るまで、幅広い客層が集うようになった。通っていた著名な客としては、俳優の馬渕晴子、作曲家の郷伍郎、作家の天野哲夫、といった人物が挙げられる。また、著名な店員としては、写真家の須田慎太郎らが働いていた。「奥亭」を引き継いだ当初は「2年間だけのつもり」で始めたが、その後も長きにわたって営業を続け、1998年には2号店となる「O2」を新宿ゴールデン街でオープンさせた。しかし、景気低迷期の下での2号店の出店は無謀と考える者も多く、同業者からは「この不景気のなかで一軒の店をやるだけでも大変なのに、何を考えているのか」と指摘されたという。しかし、のちに「無謀な挑戦がその後の若い人たちの出店ブームに刺激を与えた」とも評されている。

### 新宿ゴールデン街の振興

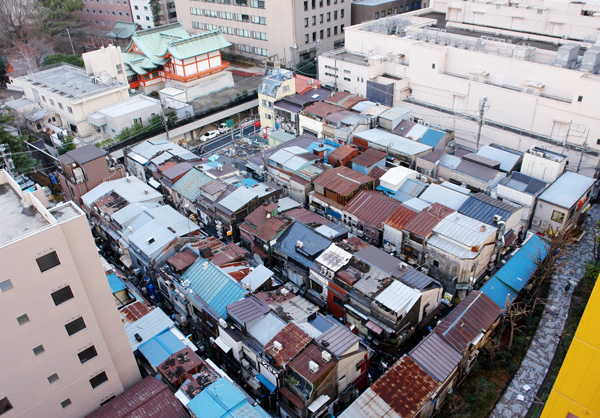
「奥亭」の所在する新宿ゴールデン街

1980年代後半、バブル景気の煽りを受け地価が急騰し、新宿ゴールデン街でも再開発の噂が囁かれるようになった。土地の権利を狙う地上げ屋が一帯を買い占めようと暗躍し、これに反対する既存店舗のオーナーとの間で不穏な空気が漂うことになる。1986年には不審火騒ぎが起きるに至り、危機感を抱いた奥山は他店のオーナーらと「新宿花園ゴールデン街を守ろう会」を結成し、地上げや再開発に反対する活動を展開した。なお、かつて店を譲ってくれた「ぎょろ」の先代オーナーは、このとき地上げ屋の一員となっており、図らずも両者は意見が対立することとなった。
1990年代前半になるとバブル崩壊により地上げは終息するが、買い占められて閉店した空き店舗がそのまま放置され虫食い状態となり、客足も遠のくなど惨憺たる状況となった。特に凹凸の目立つ道路、下水の逆流、頻発するガス漏れといった問題の解決が急務と考え、新宿区役所に対してインフラストラクチャーの整備を嘆願した。嘆願書においては、現状のまま放置すれば新宿ゴールデン街を発火点に新宿区全体を巻き込む大火災が発生しかねないが、その責任を区がとれるのか、などと主張した。その結果、区からの支援を受けることができ、1996年に大規模な整備が実施された。このインフラストラクチャー整備の効果が表れるとともに、このころ制定された定期借家権制度も追い風となり、2000年頃から若い経営者による出店が相次ぐようになった。
2003年、地権者でもある大久保ゑんの後任として、新宿三光商店街振興組合の理事長に就任した。それ以来、約10年にわたって理事長を務め、新宿三光商店街振興組合の取り纏め役を務めた。なお、理事長在任中、新宿三光商店街振興組合はフリーマーケットや納涼祭の開催、中央制御火災感知システムや防犯カメラの設置、といった施策に取り組んだ。2013年に理事長を退任し、バー「ダーリン」オーナーである俳優の石川雄也に引き継いだ。以降も副理事長と相談役を兼務するなど役員として名を連ねていたが、2015年11月3日付で退任した。

## 人物
新宿ゴールデン街の老舗のオーナーであり、かつ、ゴールデン街を守ろう会や新宿三光商店街振興組合の要職を歴任したことから、新宿ゴールデン街を代表してマスコミ対応にあたることも多い。一方で、新宿ゴールデン街を取り上げた『噂の眞相』の記事内容について問題点を指摘するなど、報道内容に疑問がある場合は自身の意見を表明している。その後、『噂の眞相』は奥山の主張を本誌に掲載したうえで、編集長の岡留安則が「挨拶しに行かずスミマセンでした。11月号に載せましたので…」と申し入れ、奥山が「ええ 読ませて頂きました。街再考のキッカケができてよかったです。有難うございました」と応じて手打ちとなった。なお、『噂の真相』に対する奥山の指摘については、のちに『日本経済新聞』が関心を抱き、奥山らに取材のうえで別の視点から記事化している。
また、地上げ屋に対抗して新宿ゴールデン街の振興に尽力した経験から、藤森照信らとともに日本景観学会のシンポジウムに招かれるなど、町おこしや景観といった街づくり、地域づくりなどに関する有識者として招かれることも多い。店主らが協力して地域振興に努めた取り組みは、街づくりや地域づくりのモデルケースとして取り上げられることも多い。
新宿ゴールデン街については、かつての街並みを回顧し「ゴールデン街の店は、補修に次ぐ補修を繰り返し、かなり昔とは変わってしまいました。しかし元々の店の構造自体に、かつての名残りが感じられます」と述べている。そのうえで「ここは解放区ではあるけれども、無法地帯ではない。解放区には、解放区なりのルールがある」と指摘したうえで「やはり苦労して残してきた街なので、そこのところを理解してもらって、この街を訪れるみんなが長く楽しめるような街を、これからも存続させていきたい」との決意を語っている。
また、アーティストとしても活動しており、銀座村松画廊などにおいて複数回にわたり個展を開催している。新宿ゴールデン街で行われた展覧会にも、作品を出品している。

## 交友
秋田明大
奥山が新宿ゴールデン街を訪れるようになった当初は、活動家の秋田明大と交際する女性が経営していたバーに、頻繁に通っていた。そのような経緯から、やがて秋田本人とも知り合いになり、ともに旅行に行く仲となる。秋田は日本大学全学共闘会議議長として顔が知られていたため、京都で一緒に飲んでいたところ、見知らぬ酔客から「全共闘だか何だか知らんが、有名人のつもりでデカイ顔をするんじゃない」と因縁をつけられ殴られる、といった騒動もあったという。
須田慎太郎
写真家の須田慎太郎は歌舞伎町を潜入取材しようと思い立ち、奥山に対してバーで働かせてほしいと依頼した。この申し出を受け、奥山は須田を「奥亭」の店員として雇用することにした。須田は「奥亭」を手伝いながら取材を続けていたが、歌舞伎町の繁華街で隠し撮り取材をしていたところ、ヤクザに見つかりフィルムを渡すよう脅された。そのため、須田は咄嗟に別のフィルムを渡したが、すぐに見抜かれヤクザに追いかけられたため、「奥亭」の所在する新宿ゴールデン街に逃げ込むといった騒動も起こしている。取材の顛末は須田の著書『新宿情話』に詳しいが、このような経緯から同書には奥山も登場している。

## 略歴
- 1948年 - 山形県にて誕生。
- 1976年 - 奥亭店主。
- 1986年 - 新宿花園ゴールデン街を守ろう会結成。
- 1998年 - O2店主。
- 2003年 - 新宿三光商店街振興組合理事長。
- 2013年 - 新宿三光商店街振興組合副理事長。
- 2013年 - 新宿三光商店街振興組合相談役。

## 出演
- 『ぶらり途中下車の旅』日本テレビ放送網、2006年2月18日。
- 『武田鉄矢の昭和は輝いていた』BSジャパン、2014年12月10日。

## 関連人物
- 天野哲夫
- 秋田明大
- 加藤武男 (流し)
- 郷伍郎
- 須田慎太郎
- 藤森照信
- 馬渕晴子